# M. Chenna Reddy
Marri Channa Reddy (Telugu మర్రి చెన్నారెడ్డి; * 13. Januar 1919 in Sirpur, Hyderabad, Britisch-Indien, heute: Telangana; † 2. Dezember 1996 in Hyderabad, Andhra Pradesh, heute: Telangana) war ein indischer Politiker des Nationalkongresses (INC), der zwischen 1967 und 1968 Minister für Stahl, Bergbau und Metalle, zweimal Chief Minister von Andhra Pradesh sowie Gouverneur verschiedener Bundesstaaten war.

## Leben
Reddy, Sohn von Shri M. Lakshma Reddy, absolvierte ein Studium der Medizin, das er 1941 mit einem Bachelor of Medicine, Bachelor of Surgery (M.B.B.S.) abschloss. Er war danach als Arzt tätig. Nach dem Inkrafttreten der Verfassung Indiens am 26. Januar 1950 wurde er zunächst Mitglied des Provisorischen Parlaments und gehörte diesem bis 1951 an. Danach wurde er 1951 zum Mitglied der Legislativversammlung (Legislative Assembly) von Andhra Pradesh gewählt und gehörte dieser nach seinen Wiederwahlen 1956, 1962 und 1967 bis zu seinem Mandatsverzicht 1967 an. Er war zwischen 1952 und 1956 Minister in der Staatsregierung von Hyderabad sowie von 1962 bis 1967 in der Staatsregierung von Andhra Pradesh.
1967 wurde Reddy von Premierministerin Indira Gandhi zum Minister für Stahl, Bergbau und Metalle in deren erstes Kabinett berufen und bekleidete dieses Ministeramt bis zu einer Kabinettsumbildung bis 1968. Daneben gehörte er zwischen dem 27. März 1967 und dem 26. November 1968 der Rajya Sabha an, der zweiten Kammer des Parlaments.
Am 25. Oktober 1974 übernahm er als Nachfolger von Akbar Ali Khan das Amt des Gouverneurs von Uttar Pradesh, das er bis zu seiner Ablösung durch Ganpatrao Devji Tapase am 2. Oktober 1977 bekleidete. Am 6. März 1978 wurde er als Nachfolger von J. Vengala Rao erstmals Chief Minister von Andhra Pradesh und übte dieses Amt bis zu seiner Ablösung durch T. Anjaiah am 11. Oktober 1980 aus. Er löste am 21. April 1982 Aminuddin Ahmad Khan als Gouverneur von Punjab ab und verblieb in dieser Funktion bis zu seiner Ablösung durch Surjit Singh Sandhawalia am 7. Februar 1983.
Reddy übernahm am 3. Dezember 1989 von N. T. Rama Rao zum zweiten Mal den Posten als Chief Minister von Andhra Pradesh und übte dieses Amt bis zum 17. Dezember 1990 aus, woraufhin N. Janardhana Reddy sein Nachfolger wurde. Er wurde am 5. Februar 1992 als Nachfolger von Sarup Singh Gouverneur von Rajasthan und verblieb in dieser Funktion bis zu seiner Ablösung durch Dhanik Lal Mandal am 31. Mai 1993. Im Anschluss löste er am 31. Mai 1993 Bhishma Narain Singh als Gouverneur von Tamil Nadu ab und bekleidete das Amt bis zum 2. Dezember 1996, woraufhin Krishan Kant sein Nachfolger wurde. Daneben war er als Nachfolger von Bhishma Narain Singh zwischen dem 31. Mai 1993 und seiner Ablösung durch Rajendra Kumari Bajpai am 2. Mai 1995 in Personalunion auch Vizegouverneur von Puducherry. Zugleich fungierte er als Nachfolger von Rajendra Kumari Bajpai vom 10. November bis zu seiner erneuten Ablösung durch Rajendra Kumari Bajpai am 2. Dezember 1996 auch vorübergehend als Vizegouverneur der Andamanen und Nikobaren.
Aus seiner Ehe mit Shrimati M. Savithri Devi gingen zwei Söhne und eine Tochter hervor.